# Свети Никанор (Завордски манастир)
„Свети Никанор“ (на гръцки: Σκήτη Οσίου Νικάνορος)) е постница, скит на Завордския манастир „Преображение Господне“, Гревенско, Гърция. Духовно спада към Гревенската епархия на Вселенската патриаршия.

## География
Църквата се намира в клисура от лявата (северна) страна на река Бистрица (Алиакмонас), югозападно под манастира. Постницата е възстановена през 1527 година от йеромонах Никанор и носи първоначалното име „Свети Георги“. В нея са запазени ценни стенописи.